# Revolver (album)
 For alternative betydninger, se Revolver (flertydig). (Se også artikler, som begynder med Revolver)
Revolver er titlen på det syvende album fra The Beatles og blev udgivet i 1966. Det er det andet i rækken af bandets klassiske album.
Mange betragter albummet som at være blandt de bedste album nogensinde udgivet. På albummet anvendes Backmasking specielt på numrene "Tomorrow Never Knows" og "I'm Only Sleeping".
Albummets cover var designet af Klaus Voormann, der modtog en Grammy Award for "Best Graphic Arts".

## Tracks

### Den engelske udgivelse

#### Side et
Alle sange er skrevet af Lennon-McCartney med mindre andet er angivet.
1. "Taxman" (Harrison) – 2:39
2. "Eleanor Rigby" – 2:07
3. "I'm Only Sleeping" – 3:01
4. "Love You To" (Harrison) – 3:01
5. "Here, There and Everywhere" – 2:25
6. "Yellow Submarine" – 2:40
7. "She Said She Said" – 2:37

#### Side to
1. "Good Day Sunshine" – 2:09
2. "And Your Bird Can Sing" – 2:01
3. "For No One" – 2:01
4. "Doctor Robert" – 2:15
5. "I Want to Tell You" (Harrison) – 2:29
6. "Got to Get You into My Life" – 2:30
7. "Tomorrow Never Knows" – 2:57

### Den amerikanske udgivelse

#### Side et
1. "Taxman" (Harrison) – 2:39
2. "Eleanor Rigby" – 2:07
3. "Love You To" (Harrison) – 3:01
4. "Here, There and Everywhere" – 2:25
5. "Yellow Submarine" – 2:40
6. "She Said She Said" – 2:37

#### Side to
1. "Good Day Sunshine" – 2:09
2. "For No One" – 2:01
3. "I Want to Tell You" (Harrison) – 2:29
4. "Got to Get You into My Life" – 2:30
5. "Tomorrow Never Knows" – 2:57

## Musikere
- John Lennon – vokal og guitar
- Paul McCartney – vokal og bas
- George Harrison – guitar og vokal
- Ringo Starr – trommer og vokal
- George Martin – producer, samt klaver på "Good Day Sunshine", og orgel "Got to Get You Into My Life"
- Alan Civil – Horn på "For No One"
- Mal Evans – "bass drum" på "Yellow Submarine"
- Anil Bhagwat – "tabla" på "Love You To"
- Geoff Emerick – lydtekniker